# They're All Gonna Laugh at You!
They're All Gonna Laugh at You! é o primeiro álbum do comediante americano Adam Sandler, lançado em 1993.

## Faixas
1. "Assistant Principal's Big Day" (Tim Herlihy, Adam Sandler, Rob Schneider) – 2:20
2. "The Buffoon and the Dean of Admissions" (Tim Herlihy, Adam Sandler) – 2:16
3. "Buddy" (Adam Sandler, Rob Schneider, David Spade, Tim Meadows) – 2:12
4. "The Longest Pee" (Adam Sandler, Rob Schneider) – 2:15
5. "Food Innuendo Guy" (Jon Rosenberg, Adam Sandler) – 2:24
6. "The Beating of a High School Janitor" (Adam Sandler) – 0:31
7. "Right Field" (Adam Sandler) – 3:11
8. "The Buffoon and the Valedictorian" (Tim Herlihy, Adam Sandler) – 2:16
9. "Mr. Spindel's Phone Call" (Adam Sandler, Robert Smigel) – 2:01
10. "The Thanksgiving Song" (Ian Maxtone-Graham, Adam Sandler, Robert Smigel) – 3:46
11. "The Beating of a High School Bus Driver" (Adam Sandler) – 0:57
12. "Oh Mom..." (Adam Sandler, Rob Schneider) – 2:08
13. "Fatty McGee" (Adam Sandler) – 3:12
14. "At a Medium Pace" (Steve Koren, Adam Sandler, Robert Smigel) – 3:16
15. "The Beating of a High School Science Teacher" (Adam Sandler) – 0:50
16. "The Cheerleader" (Adam Sandler, Rob Schneider) – 1:34
17. "I'm So Wasted" (Adam Sandler, Rob Schneider) – 5:00
18. "Lunchlady Land" (Allen Covert, Tim Herlihy, Bob Odenkirk, Adam Sandler) – 5:01
19. "The Beating of a High School Spanish Teacher" (Adam Sandler) – 0:28
20. "Toll Booth Willie" (Steve Koren, Adam Sandler) – 3:47
21. "Teenage Love on the Phone" (Adam Sandler) – 2:32
22. "My Little Chicken" (Adam Sandler, Rob Schneider) – 2:15

## Equipe
- Adam Sandler - Cantor, Compositor
- Allen Covert - Cantor, Compositor
- Rob Schneider - Cantor, Compositor
- Robert Smigel - Cantor, Compositor
- Tim Herlihy - Cantor, Compositor
- Tim Meadows - Cantor
- David Spade - Cantor
- Andrew Leeds - Cantor
- Conan O'Brien - Cantor
- Jennifer Lien - Cantor
- Meghan Andrews - Cantor
- Judd Apatow - Cantor
- Brooks Arthur - Produtor
- G.E. Smith - Diretor Musical